# Van Gameren
Van Gameren is een Belgisch adellijk huis.

## Geschiedenis
Hannardus van Gameren of Gamerius, was een zestiende-eeuwse humanist, dichter en theoloog.
De Brabantse familie van Gameren telde onder zijn leden de drossaard van Gameren en zijn in Zaventem geboren zoon Hendrik Gabriël van Gameren (1700-1775), die de zestiende bisschop van Antwerpen werd.
Leopold van Gameren, burgemeester van Burcht, en Reine Lunden waren de ouders van drie zoons die in 1874 erkenning in de Belgische erfelijke adel verkregen, na voorlegging van bewijzen van adellijke status binnen de familie onder het ancien régime.

## Adolphe van Gameren
Adolphe Charles Marie van Gameren (Antwerpen, 28 oktober 1828 - Mechelen, 9 november 1890) was priester, licentiaat in kerkelijk recht en doctor in de theologie. Hij bleef uiteraard zonder afstammelingen.

## Eugène van Gameren
Eugène Joseph Marie van Gameren (Antwerpen, 28 augustus 1837 - 28 juli 1918) bleef vrijgezel.

## Leon van Gameren
- Leon Hubert Marie van Gameren (Antwerpen, 27 mei 1839 - 17 april 1906) trouwde in Tongeren in 1867 met Valérie Perreau (1843-1931). Ze kregen vijf kinderen.
  - Adolphe van Gameren (1870-1958) trouwde in Elsene in 1917 met Gisèle Deheen (1886-1965), met afstammelingen tot heden.